# Hermann von Helmholtz

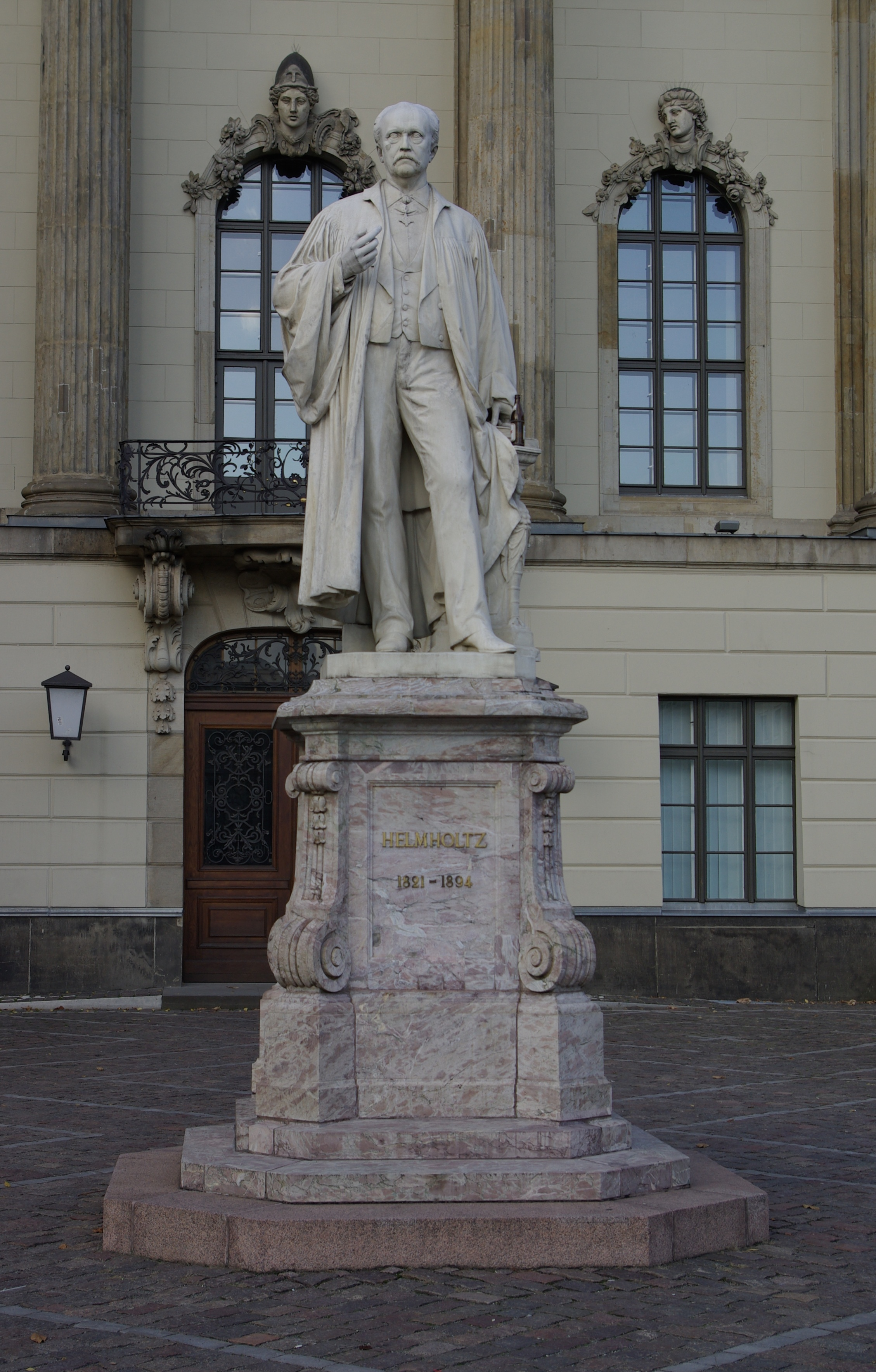
Pomnik uczonego na Uniwersytecie Humboldtów w Berlinie

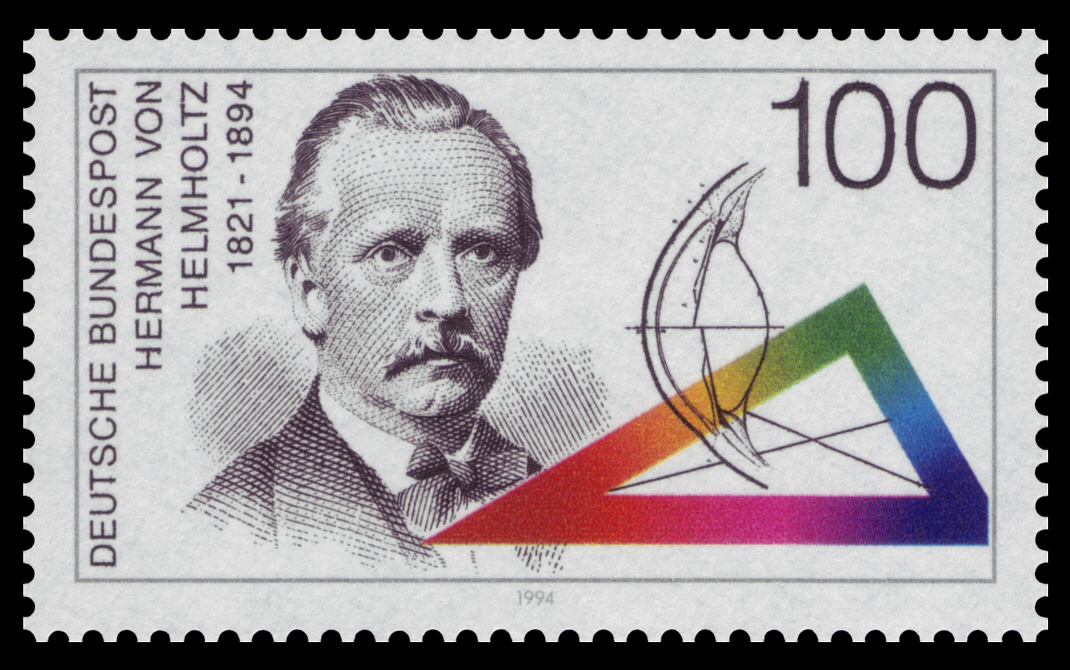
Na znaczku pocztowym

Hermann Ludwig Ferdinand von Helmholtz (ur. 31 sierpnia 1821 w Poczdamie, zm. 8 września 1894 w Charlottenburgu) – niemiecki lekarz i naukowiec: fizyk, fizjolog oraz filozof. Sformułował zasadę zachowania energii. Zajmował się mechaniką, akustyką, termodynamiką, światłem, elektrycznością i magnetyzmem. Skonstruował pierwszy oftalmoskop oraz rezonator Helmholtza. Próbował wyjaśnić mechanizm produkcji energii w gwiazdach. Laureat Medalu Copleya.

## Życiorys
Jego ojcem był August Ferdinand Julius Helmholtz, który wykładał w gimnazjum w Poczdamie. Młody Helmholtz uczył się w tym samym gimnazjum. W 1838 roku Helmholtz zaczął studia we Friedrich-Wilhelms-Institut (Pépinière), szkole medycznej kształcącej chirurgów wojskowych. Kadeci z Pépinière odbywali zajęcia w szkole medycznej Uniwersytetu Berlińskiego. Helmholtz uczęszczał na wykłady Jana Müllera: anatomię ogólną, anatomię patologiczną, anatomię porównawczą, fizjologię. W maju 1839 roku Helmoltz napisał do rodziców, że wykłady Müllera z fizjologii są znakomite. Helmholtz sporządził notatki z tych wykładów.
W sierpniu 1841 Helmholtz zachorował na tyfus i spędził pięć tygodni w szpitalu. Zaoszczędził wtedy wystarczającą ilość pieniędzy, żeby kupić własny mikroskop. Studiował połączenia nerwowe komórek nerwowych z aksonami, co było tematem jego pracy doktorskiej (pierwszym, który zauważył, że aksony są częścią komórki nerwowej był polsko-niemiecki uczony Robert Remak, inny student Müllera). Jesienią 1842 roku Helmholtz ukończył doktorat.
W październiku 1842 roku przeniósł się do szpitala Charité w Berlinie, gdzie mieszkał przez rok. W październiku 1843 ukończył praktykę medyczną i otrzymał posadę chirurga Królewskich Huzarów w Poczdamie, dzięki czemu miał czas na badania naukowe.
Pracował w Królewcu i Bonn. Był profesorem na Uniwersytecie w Heidelbergu i Uniwersytecie Fryderyka Wilhelma w Berlinie.
Z okazji 70. urodzin w 1891 został doktorem honorowym Uniwersytetu Odeskiego. W latach 1892–1894 był członkiem honorowym Poznańskiego Towarzystwa Przyjaciół Nauk.
Z jego nazwiskiem związana jest Helmholtz-Gemeinschaft Deutscher Forschungszentren.

## Dorobek
Hermann von Helmholtz starał się zastosować prawa fizyczne do procesów fizjologicznych. Badał procesy chemiczne związane z ruchem mięśni. Zauważył, że ruch ten powoduje zmiany chemiczne i zmiany temperatury. Zbudował wtedy aparaturę do badania ciepła wydzielanego w czasie zmian fizjologicznych. Zaproponował zasadę zachowania energii – energia zmienia formę, ale jest zachowana w różnych procesach transformacyjnych. Uważał, że nie istnieje specjalna energia w organizmach żywych i że wszystkie formy energii w organizmach ożywionych są podobne do procesów zmian energetycznych w materii nieorganicznej. Sprzeciwiał się w ten sposób witalistycznym poglądom swojego nauczyciela Jana Müllera (patrz organicyzm).
Pod koniec 1849 roku Helmholtz odkrył, że impulsy nerwowe wywoływane przez podrażnienie mięśni żaby przemieszczają się z prędkością pomiędzy 24,6 a 38,4 m/s. Wynik ten wskazywał na to, że impulsy nerwowe są związane z procesami chemicznymi lub elektrycznymi, innymi słowy są opisywane przez procesy fizyczne.
W 1854 roku wysunął hipotezę, że Słońce rozgrzewa się wskutek zapadania pod własnym ciężarem (por. mechanizm Kelvina-Helmholtza).

## Wybrane prace
- Über die Erhaltung der Kraft, 1847.
- Liczenie i Mierzenie z Punktu Widzenia Teoryi Poznania. Warszawa 1901 (tłumaczenie Ludwik Silberstein).